# Säsong 7 av Simpsons
Sjunde säsongen av Simpsons sändes ursprungligen mellan 17 september 1995 och 19 maj 1996 på Fox. Show runners för den sjunde produktionsserien var Bill Oakley och Josh Weinstein som även var exekutiva producenter för tjugoen av avsnitten. David Mirkin var exekutiv producent för fyra avsnitt, vara två producerades för säsong 6. Säsongen blev nominerad till två Primetime Emmy Awards och vann en Annie Award för Best Animated Television Program. Säsongen släpptes på dvd, region 1 den 13 december 2005, region 2 den 30 januari 2006 och region 4 den 22 mars 2006 och släpptes i två upplagor.
Detta var den första säsongen med Bill Oakley och Josh Weinstein som exekutiva producenter, som tidigare varit författare. De försökte fokusera mer än på familjen Simpson. De var också regissörer för ett antal avsnitt.
David Mirkin, som varit exekutiv producent för de två senaste säsongen blev consulting producent men också exekutiv producent för avsnitten Who Shot Mr. Burns?, Radioactive Man, Lisa the Vegetarian och Team Homer.
Doris Grau, som var script supervisor för showen och rösten till Lunchlady Doris, avled den 30 december 1995, avsnittet Team Homer tillägnades henne. Avsnittet Lisa's Sax var det sista med hennes röst, därefter syntes hon i vissa episoder men utan replik till The Mook, the Chef, the Wife and Her Homer där hon gjordes av Tress MacNeille.
Episoden Lisa the Vegetarian innehöll en av de få viktiga ändringar i showen då Lisa blev vegetarian, eftersom Paul McCartney önskade att hon skulle förbli vegetarian. 22 Short Films About Springfield har tolv författare. En ny huvudkaraktär introducerades, Disco Stu, i Two Bad Neighbors. Två avsnitt från produktionen sändes under följande säsong.
Under 1996 fick för Treehouse of Horror VI en Primetime Emmy Award i "Outstanding Animated Program (For Programming less than One Hour)". Alf Clausen, Bill Oakley och Josh Weinstein var nominerad för "Outstanding Individual Achievement in Music and Lyrics" för deras låt "Señor Burns" från Who Shot Mr. Burns? (Part Two).
Under säsongen vann också en Annie Award för "Best Animated Television Program". Lisa the Vegetarian vann både en Environmental Media Award för "Best Television Episodic Comedy" och en Genesis Award för "Best Television Comedy Series, Ongoing Commitment".
Under 1996 blev Simpsons, den första animerade serien som vann en Peabody Award.

## Lista över avsnitt
| Nr i serien | Nr i säsongen | Titel                                                                                 | Regissör                           | Författare | Sändningsdatum    | Produktkod |
| --- | ------------- | ------------------------------------------------------------------------------------- | ---------------------------------- | --- | ----------------- | ---------- |
| 129 | 1             | "Who Shot Mr. Burns? (Part Two)"                                                      | Wes Archer                         | Bill Oakley & Josh Weinstein | 17 september 1995 | 2F20       |
| Stadens poliskår försöker lösa vem som sköt Mr. Burns och Smithers lämnar över sig frivilligt, då han har ett svagt minne av att han sköt Mr. Burns men då Smithers frikänns bestämmer sig Lisa för att hjälpa till. Gästskådespelare: Tito Puente. |               |                                                                                       |                                    | |                   |            |
| 130 | 2             | "Radioactive Man"                                                                     | Susie Dietter                      | John Swartzwelder | 24 september 1995 | 2F17       |
| En ny film med Radioactive man ska spelas in i Springfield, och ett flertal av Springfields ungdomar deltar i audition till rollen som Fallout Boy. Bart är nära på att få rollen, men han är en tum för kort, så de gav rollen till Milhouse, som dock inte uppskattar den nya uppmärksamheten. Gästskådespelare: Mickey Rooney och Phil Hartman. |               |                                                                                       |                                    | |                   |            |
| 131 | 3             | "Home Sweet Homediddly-Dum-Doodily"                                                   | Susie Dietter                      | Jon Vitti | 1 oktober 1995    | 3F01       |
| Homer tar med Marge till en spa-anläggning, i skolan blir Lisa mobbad och man upptäcker att Bart har löss. Rektor Skinner ringer socialnämnden och de upptäcker att huset är dåligt underhållet och flyttar barnen till familjen Flanders tills Homer och Marge lärt sig bli bättre föräldrar. Gästskådespelare: Joan Kenley och Marcia Wallace. |               |                                                                                       |                                    | |                   |            |
| 132 | 4             | "Bart Sells His Soul"                                                                 | Wes Archer                         | Greg Daniels | 8 oktober 1995    | 3F02       |
| Efter ett bus i kyrkan bestämmer sig Bart att sälja sin själ till Milhouse då han inte anser att de är ett påhitt. Barts liv förändras och han upptäcker att han saknar sin själ och försöker få tillbaka den. Moe Szyslak gör om Moe's Tavern till en familjerestaurang för att få större inkomst men trivs inte med restaurangen. |               |                                                                                       |                                    | |                   |            |
| 133 | 5             | "Lisa the Vegetarian"                                                                 | Mark Kirkland                      | David S. Cohen | 15 oktober 1995   | 3F03       |
| Efter ett besök på Storytown Village bestämmer sig Lisa för att bli vegetarian. Lisa blir upprörd över skolans policy för kött. Homer anordnar ett barbecue-party efter att Flanders haft en släktträff, något som inte Lisa uppskattar. Gästskådespelare: Linda McCartney, Paul McCartney och Phil Hartman. |               |                                                                                       |                                    | |                   |            |
| 134 | 6             | "Treehouse of Horror VI"                                                              | Bedlam Bob Anderson (Bob Anderson) | The Square Root of David S. Cohen (David S. Cohen), Scary John Swartzwelder (John Swartzwelder) & Steve Tombkins (Steve Tompkins)                                  | 29 oktober 1995   | 3F04       |
| Attack of the 50-Foot Eyesores – Homer stjäl donuten från Lard Lad-statyn då han känner sig lurad. Under ett åskoväder vaknar Springfields reklamstatyer till liv och Lard Lad letar upp Homer för att få tillbaka donuten. Nightmare on Evergreen Terrace– Groundskeeper Willie börjar brinna under föräldramötet på Springfield Elementary. Då ingen vuxen vill hjälpa honom bestämmer han sig för att skada och döda deras barn i deras drömmar. Homer3 - Homer gömmer sig för Patty och Selma och finner en väg och hamnar i den tredje dimension. Han blir förvandlad till 3D och försöker komma ut men misslyckas. Marge bestämmer sig för att hämta hjälp för att få tillbaka Homer. Gästskådespelare: Marcia Wallace och Paul Anka. |               |                                                                                       |                                    | |                   |            |
| 135 | 7             | "King-Size Homer"                                                                     | Jim Reardon                        | Dan Greaney | 5 november 1995   | 3F05       |
| Homer bestämmer sig för att gå upp i vikt till 136 kg för att utnyttja sjukvårdsreformen och kunna arbeta hemifrån. Ingen förutom [Bart tycker att det är bra idé, men även Homer ser senare nackdelar. Gästskådespelare: Joan Kenley. |               |                                                                                       |                                    | |                   |            |
| 136 | 8             | "Mother Simpson"                                                                      | David Silverman                    | Richard Appel | 19 november 1995  | 3F06       |
| Homer fejkar sin död och träffar därför sin mamma igen, han blir överlycklig men alla andra misstänker att det är något skumt med henne. Hon berättar sin livshistoria och blir förlåten. Gästskådespelare: Glenn Close och Harry Morgan. |               |                                                                                       |                                    | |                   |            |
| 137 | 9             | "Sideshow Bob's Last Gleaming"                                                        | Dominic Polcino                    | Spike Feresten | 26 november 1995  | 3F08       |
| Familjen Simpsons besöker en flygshow på en militärbas där de träffar på Sideshow Bob som rymt och stulit en atombomb. Han meddelar att han kommer att spränga den om inte Springfield blir fri från TV-sändningar inom två timmar. Då man utrymmer militärbasen stannar Bart och Lisa kvar och Lisa kommer fram till var han gömmer sig. Gästskådespelare: Kelsey Grammer och R. Lee Ermey. |               |                                                                                       |                                    | |                   |            |
| 138 | 10            | "The Simpsons 138th Episode Spectacular"                                              | Pound Foolish (David Silverman)    | Penny Wise (Jon Vitti) | 3 december 1995   | 3F31       |
| Troy McClure visar tittarna på det första avsnittet av Simpsons, bortklippta scener och roliga händelser från seriens 137 första avsnitt samt kortfilmerna. Gästskådespelare: Buzz Aldrin, Glenn Close och Phil Hartman. |               |                                                                                       |                                    | |                   |            |
| 139 | 11            | "Marge Be Not Proud"                                                                  | Steven Dean Moore                  | Mike Scully | 17 december 1995  | 3F07       |
| Då Marge inte köper Bonestorm till Bart bestämmer han sig för att snatta spelet på Try-N-Save. Han upptäcks och lovar att inte komma tillbaka, ett löfte som han bryter då han tvingas med familjen dit för att medverka i årets familjejulfoto. Marge upptäcker att Bart inte är ett litet barn längre och tvingar honom leva mera självständigt, något som han inte gillar. Gästskådespelare: Lawrence Tierney och Phil Hartman. |               |                                                                                       |                                    | |                   |            |
| 140 | 12            | "Team Homer"                                                                          | Mark Kirkland                      | Mike Scully | 7 januari 1996    | 3F10       |
| Homer låter Mr. Burns omedvetet sponsra hans bowlinglag och laget Team Homer tar sig till final men tvingas då kasta ut Otto Mann. Då Bart klär sig i en tröja med klisterlappar från Mad tvingas eleverna på Springfield Elementary bära skoluniformer vilket leder till mindre bråk och stök i skolan. Gästskådespelare: Marcia Wallace. |               |                                                                                       |                                    | |                   |            |
| 141 | 13            | "Two Bad Neighbors"                                                                   | Wes Archer                         | Ken Keeler | 14 januari 1996   | 3F09       |
| George Bush flyttar till Springfield och blir granne till familjen Simpsons. Bart börja göra regelbundna besök hos familjen Bush, vilket inte uppskattas. Då han blir utslängd från familjen tar han hjälp av Homer. |               |                                                                                       |                                    | |                   |            |
| 142 | 14            | "Scenes from the Class Struggle in Springfield"                                       | Susie Dietter                      | Jennifer Crittenden | 4 februari 1996   | 3F11       |
| Familjen köper en ny TV och Marge hittar en Chanel till fyndpris. Hennes snygga utstyrsel noteras av societeten och hon och hela familjen blir inbjudna till klubben, vilket får Marge att inse att de måste förändra sin livsstil. Familjen är inte så förtjust i Marges idé till en början, men finner sen något för alla. Gästskådespelare: Tom Kite. |               |                                                                                       |                                    | |                   |            |
| 143 | 15            | "Bart the Fink"                                                                       | Jim Reardon                        | Bob Kushell & John Swartzwelder | 11 februari 1996  | 3F12       |
| Familjen ärver 100 dollar var från Hortense. Bart försöker få Krustys autograf och skriver ut en check till honom. Det upptäcks då att han har undanhållit skatt genom utländska illegala bankkonton. IRS tar då hand om Krustys affärer och säljer hans ägodelar. Krusty bestämmer sig då för att begå självmord. Gästskådespelare: Bob Newhart och Phil Hartman. |               |                                                                                       |                                    | |                   |            |
| 144 | 16            | "Lisa the Iconoclast"                                                                 | Mike B. Anderson                   | Jonathan Collier | 18 februari 1996  | 3F13       |
| Springfield firar 200 år och i staden anordnas en parad. Homer blir utropare och Lisas gör en uppsats om Jebediah Springfield och upptäcker då att han föddes som piraten Hans Sprungfeld då hon besöker Springfield History Society men ingen förutom Homer tror henne. Lisa måste nu bevisa att hon har rätt och det blir inte lätt. Gästskådespelare: Donald Sutherland, Marcia Wallace och Phil Hartman. |               |                                                                                       |                                    | |                   |            |
| 145 | 17            | "Homer the Smithers"                                                                  | Steven Dean Moore                  | John Swartzwelder | 25 februari 1996  | 3F14       |
| Mr. Burns anställer Homer som vikarie till Smithers medan han är på semester. Homer får svårt att klara sina arbetsuppgifter vilket leder till att Mr. Burns blir mera självständig. |               |                                                                                       |                                    | |                   |            |
| 146 | 18            | "The Day the Violence Died"                                                           | Wes Archer                         | John Swartzwelder | 17 mars 1996      | 3F16       |
| Itchy & Scratchy firar 75 år och under jubileumsparaden stöter Bart på Chester J. Lampwick som påstår sig vara skapare till Itchy, men ingen tror honom. Bart lyckas ta upp ärendet till domstol där man dömer till Chesters fördel och han går hem 800 miljoner dollar rikare, detta leder också till att Itchy & Scratchy läggs ner. Gästskådespelare: Alex Rocco, Jack Sheldon, Kirk Douglas, Phil Hartman och Suzanne Somers. |               |                                                                                       |                                    | |                   |            |
| 147 | 19            | "A Fish Called Selma"                                                                 | Mark Kirkland                      | Jack Barth | 24 mars 1996      | 3F15       |
| Troy McClure måste göra en synkontroll och besöker DMV, där han bjuder ut Selma mot att hans synkontroll godkänns. Troys agent, MacArthur Parker föreslår att han ska gifta sig och även skaffa barn med henne för att ha någon som helst chans till några filmroller. Troy McClure gifter sig med Selma men Patty och Marge tror inte han gifter sig för kärleken. Gästskådespelare: Jeff Goldblum och Phil Hartman. |               |                                                                                       |                                    | |                   |            |
| 148 | 20            | "Bart on the Road"                                                                    | Swinton O. Scott III               | Richard Appel | 31 mars 1996      | 3F17       |
| Bart har en praktikdag hos Patty och Selma och skaffar där ett falskt körkort. Tillsammans med Martin, Milhouse och Nelson hyr de en bil och åker runt i USA under Spring Break. Deras anhöriga tror att de är med i ett nationalstavningsmästerskap i Kanada, alla utom Lisa som börjar umgås mera med Homer efter att hon praktiserat på Springfields kärnkraftverk. |               |                                                                                       |                                    | |                   |            |
| 149 | 21            | "22 Short Films About Springfield"                                                    | Jim Reardon                        | Brent Forrester, David S. Cohen, Greg Daniels, Jennifer Crittenden, Jonathan Collier, Josh Weinstein, Matt Groening, Rachel Pulido, Richard Appel & Steve Tompkins | 14 april 1996     | 3F18       |
| En serie kortafilmsnuttar med invånarna i Springfield, med Apu, Simpsons, Mr. Burns, Smithers, Dr. Nick, Skinner, Moe, Bumblebee Man, Ned, Pastor Lovejoy och Cletus med flera. Gästskådespelare: Phil Hartman. |               |                                                                                       |                                    | |                   |            |
| 150 | 22            | "Raging Abe Simpson and His Grumbling Grandson in "The Curse of the Flying Hellfish"" | Jeffrey Lynch                      | Jonathan Collier | 28 april 1996     | 3F19       |
| Bart skäms för farfar, på far- och morföräldradagen i Springfield Elementary. Då han får reda på att Asa dör försöker Mr. Burns döda honom. Han flyttar in till Homer och berättar för Bart om Hellfishskatten, men han vägrar tro på honom. Gästskådespelare: Marcia Wallace. |               |                                                                                       |                                    | |                   |            |
| 151 | 23            | "Much Apu About Nothing"                                                              | Susie Dietter                      | David S. Cohen | 5 maj 1996        | 3F20       |
| Då en björn påträffas i Springfield inrättas björnpatrullen, men kostnaden blir hög och för att minska stadens utgifter genomförs en omröstning om utvisning av illegala invandrare. Då familjen Simpsons får veta att Apu riskerar att bli utvisad försöker de få honom att bli amerikansk medborgare. Gästskådespelare: Joe Mantegna. |               |                                                                                       |                                    | |                   |            |
| 152 | 24            | "Homerpalooza"                                                                        | Wes Archer                         | Brent Forrester | 19 maj 1996       | 3F21       |
| Då Homer ordnar en samåkning med barnens kompisar och upptäcker att han har en omodern musiksmak. Han bestämmer sig för att ta med Bart och Lisa till Hullabalozza där han blir medlem i deras turné som en del av freakshowen. Gästskådespelare: Cypress Hill, Peter Frampton, Sonic Youth och The Smashing Pumpkins. |               |                                                                                       |                                    | |                   |            |
| 153 | 25            | "Summer of 4 Ft. 2"                                                                   | Mark Kirkland                      | Dan Greaney | 19 maj 1996       | 3F22       |
| Familjen Simpsons firar självständighetsdagen i familjen Flanders sommarstuga i Little Pwagmattasquarmsettport. Lisa bestämmer sig för att förändra sin livsstil då hon känner sig ensam, vilket inte Bart gillar då hon börjar härma honom. Gästskådespelare: Christina Ricci och Marcia Wallace. |               |                                                                                       |                                    | |                   |            |

## Hemvideoutgivningar
Säsongen släpptes av 20th Century Fox på DVD i USA och Kanada, den 13 december 2005, därefter har den även släppts i andra länder och innehåller samtliga avsnitt och bonus material för alla avsnitt som kommentarer och borttagna scener. DVD-boxen släpptes, förutom som vanlig box, även i en utgåva formad som Marge Simpsons ansikte.
| The Complete Seventh Season (Region 1) | | | |
| Detaljer | Detaljer | Detaljer | Extramaterial |
| - 25 avsnitt - 4-disk - 4:3 - Språk: - Engelska (Dolby Digital 5.1, med undertexter) - Spanska (Dolby Digital, med undertexter) - Franska (Dolby Digital) - Språkval för 22 Short Films About Springfield: (Italienska, Brasiliansk-Portugisiska, Portugisiska, Japanska, Tyska) | - 25 avsnitt - 4-disk - 4:3 - Språk: - Engelska (Dolby Digital 5.1, med undertexter) - Spanska (Dolby Digital, med undertexter) - Franska (Dolby Digital) - Språkval för 22 Short Films About Springfield: (Italienska, Brasiliansk-Portugisiska, Portugisiska, Japanska, Tyska) | - 25 avsnitt - 4-disk - 4:3 - Språk: - Engelska (Dolby Digital 5.1, med undertexter) - Spanska (Dolby Digital, med undertexter) - Franska (Dolby Digital) - Språkval för 22 Short Films About Springfield: (Italienska, Brasiliansk-Portugisiska, Portugisiska, Japanska, Tyska) | - Kommentar som tillval för samtliga episoder - Introduktion av Matt Groening - Borttagna scener med kommentarer som tillval - "3D Homer" - Paul McCartneys recept - Skisser för Home Sweet Homediddly-Dum-Doodily och Raging Abe Simpson and His Grumbling Grandson in "The Curse of the Flying Hellfish - Skisser med kommentarer för The Day the Violence Died och Summer of 4 Ft. 2 - Sketchgallery |
| Releasedatum | | | - Kommentar som tillval för samtliga episoder - Introduktion av Matt Groening - Borttagna scener med kommentarer som tillval - "3D Homer" - Paul McCartneys recept - Skisser för Home Sweet Homediddly-Dum-Doodily och Raging Abe Simpson and His Grumbling Grandson in "The Curse of the Flying Hellfish - Skisser med kommentarer för The Day the Violence Died och Summer of 4 Ft. 2 - Sketchgallery |
| Region 1 | Region 2 | Region 4 | - Kommentar som tillval för samtliga episoder - Introduktion av Matt Groening - Borttagna scener med kommentarer som tillval - "3D Homer" - Paul McCartneys recept - Skisser för Home Sweet Homediddly-Dum-Doodily och Raging Abe Simpson and His Grumbling Grandson in "The Curse of the Flying Hellfish - Skisser med kommentarer för The Day the Violence Died och Summer of 4 Ft. 2 - Sketchgallery |
| 13 december 2005 | 30 januari 2006 | 29 mars 2006 | - Kommentar som tillval för samtliga episoder - Introduktion av Matt Groening - Borttagna scener med kommentarer som tillval - "3D Homer" - Paul McCartneys recept - Skisser för Home Sweet Homediddly-Dum-Doodily och Raging Abe Simpson and His Grumbling Grandson in "The Curse of the Flying Hellfish - Skisser med kommentarer för The Day the Violence Died och Summer of 4 Ft. 2 - Sketchgallery |